# Ирландия на летних Олимпийских играх 1976
Ирландия закончила выступление на летних Олимпийских играх 1976. В Олимпийскую сборную вошли 44 спортсмена — 41 мужчина и 3 женщины, принявшие участия в соревнованиях по десяти видам спорта.
- Стрельба из лука
- Лёгкая атлетика
- Бокс
- Гребля на каноэ
- Велосипедный спорт
- Конный спорт
- Академическая гребля
- Парусный спорт
- Пулевая стрельба
- Плавание

Самым молодым участником из Ирландии стала пятнадцатилетняя Мириам Хопкинс (плавание), самым старшим — 43-летний Ричард Флинн (пулевая стрельба).
Среди спортсменов страны медалистов нет.

## Результаты соревнований

### Академическая гребля
В следующий раунд из каждого заезда проходили несколько лучших экипажей (в зависимости от дисциплины). В финал A выходили 6 сильнейших экипажей, ещё 6 экипажей, выбывших в полуфинале, распределяли места в малом финале B
Мужчины
| Соревнование | Спортсмены | Предварительный заезд | Предварительный заезд | Предварительный заезд | Отборочный заезд | Отборочный заезд | Отборочный заезд | Полуфинал | Полуфинал  | Полуфинал | Финал   | Финал   | Итоговое место |
| Соревнование | Спортсмены | Заезд                 | Время                 | Место                 | Заезд            | Время            | Место            | Заезд     | Время      | Место     | Время   | Место   | Итоговое место |
| ------------ | ---------- | --------------------- | --------------------- | --------------------- | ---------------- | ---------------- | ---------------- | --------- | ---------- | --------- | ------- | ------- | -------------- |
| одиночки     | Шейн Дри   | 1                     | 7:07,20               | 2 Q                   | не участвовал    | не участвовал    | не участвовал    | 2         | 6:52,46 OB | 1 QA      | Финал A | Финал A | 4              |
| одиночки     | Шейн Дри   | 1                     | 7:07,20               | 2 Q                   | не участвовал    | не участвовал    | не участвовал    | 2         | 6:52,46 OB | 1 QA      | 7:42,53 | 4       | 4              |